# Safavidernas harem

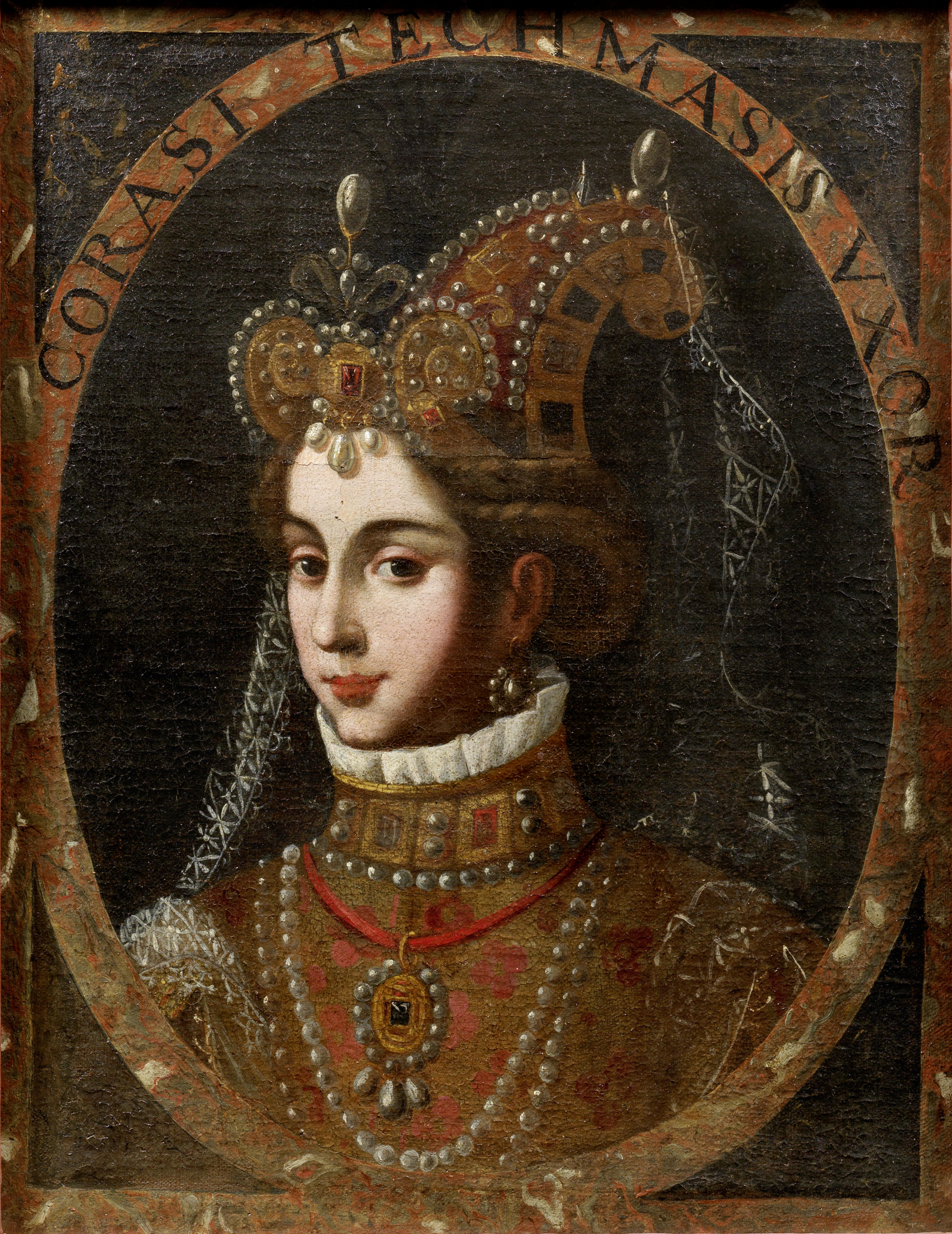
Portrait of Corasi, Sultan Agha Khanum, second wife of Tahmasp I

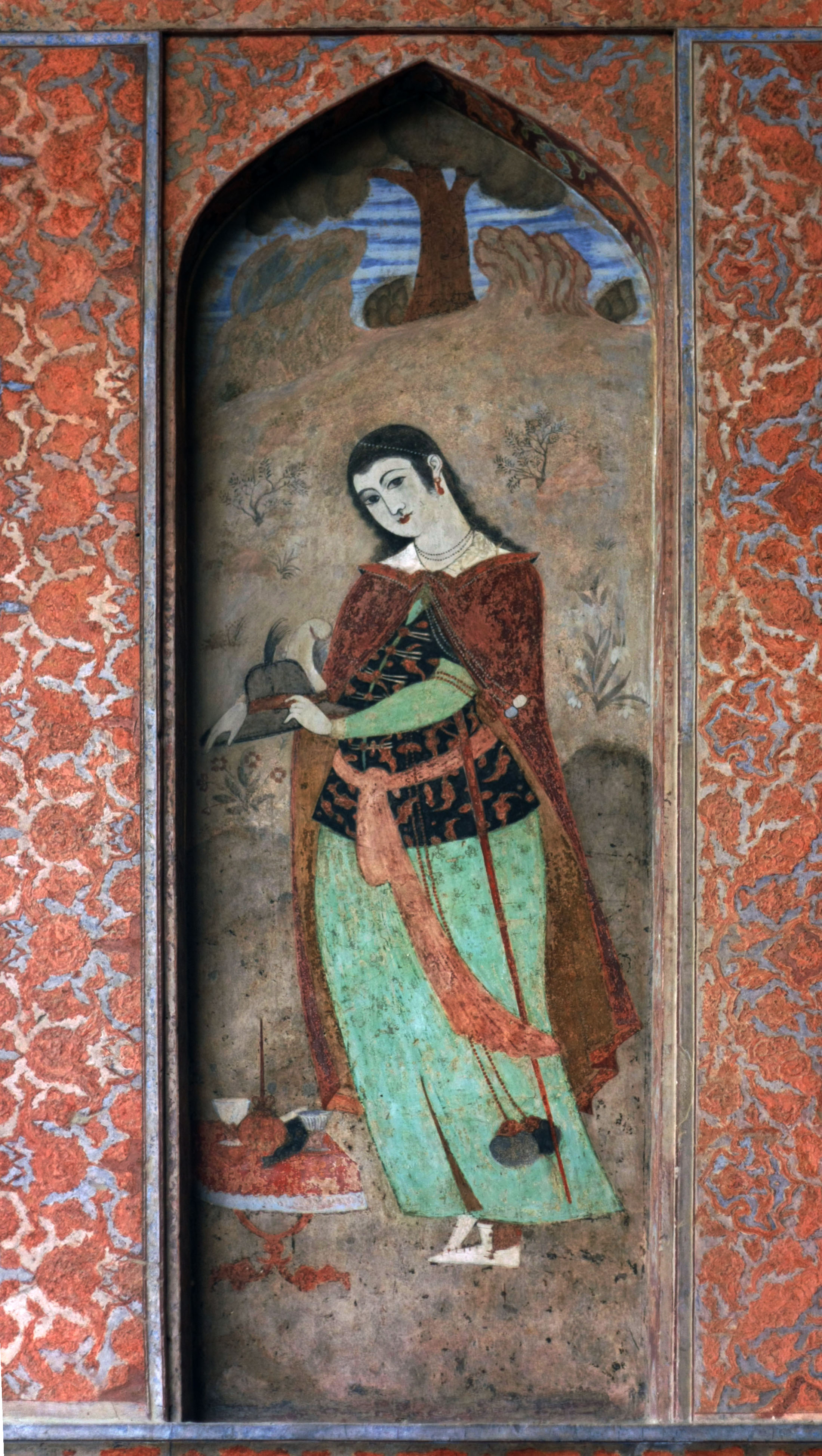
Aali Qapu 2

Safavidernas harem var det kungliga haremet i Iran under Safaviderdynastins regeringstid (1501-1736) var en separat institution där monarkens gemåler levde. Den hade sin egen specifika organisation och hierarki.

## Hierarki

### Monarkens mor
I enlighet med den vanliga seden vid muslimska hov var monarkens mor den högst rankade kvinnan i haremet. 

### Konkubiner
I likhet med de osmanska sultanerna föredrog safaviderna föredrog att inte gifta sig utan istället skaffa barn med konkubiner. De flesta konkubiner var av georgiskt, armeniskt eller cirkassiskt ursprung. De togs som krigsfångar under militärkampanjer, köptes på slavmarknaden, eller gavs som gåva av lokala potentater och ämbetsmän i provinserna. De tvingades konvertera till shiaislam då de anlände till haremet och bar titeln kaniz. 

### Prinsar
Till skillnad från det vanliga vid muslimska hov, brukade Safavidernas prinsar kvarbli ovanligt länge i haremet, ända fram till vuxendomen, och umgås endast med haremskvinnor och eunucker, utan någon lärare som kunde undervisa dem, något som har beskrivits som bidragande till safavidernas brist på bildning och dekadans. 

### Eunucker
Eunuckerna utgjorde länken mellan haremet och omvärlden. Eunuckerna var slavar: de var ofta afrikaner, men kunde även vara vita, då ofta georgier. 
Eunuckerna hade en större roll i safavidernas hov än någon gång förr eller senare i Irans historia. De hade ansvaret för haremets skötsel, något som ofta gavs till vita eunucker. De fungerade som prinsarnas lärare inne i haremet och som haremskvinnornas budbärare till omvärlden. De utnämndes till tjänster i kungliga rådet och skattkammaren både innanför och utanför haremet, och var fosterfäder till de manliga slavar (ghilman) som utgjorde kungliga gardet och vakten i hovet utanför haremet.

### Haremsmassakern 1632
Se även: Sultan Ibrahims haremsmassaker
År 1632 ägde en massaker rum i det kungliga haremet i Isfahan. Den ägde rum på order av Safi I natten 20 februari 1632 och var känd under namnet Blodiga Mab'ath (Engelska: Bloody Ma'bas).
Shah Abbas I hade dödat sina söner och hållit sina sonsöner i fängelse för att undvika tronstrider. Vid hans död 1629 utbröt tronstrider mellan Abbas I:s manliga barnbarn och kusiner. 
År 1632 mördades fyrtio kvinnor i haremet jämsides med samtliga kungliga barnbarn av manskön på både mans- och kvinnolinjen - men även prinsessorna, för att undvika anspråk från söner som härstammade från dynastin på kvinnolinjen.
Därefter avlägsnades Abbas I:s kungliga slavar, qizilbash (shaykhavand), ämbetsmän (Marashi) och svärsöner (damad) från sina ämbeten. 
1632 års haremsmassaker omdefinierade Safaviddynastins organisation, då den i fortsättningen eliminerade rivaliserande släktlinjer på mans- och kvinnosidan och krympte systemet till fokus runt enbart en manlig huvudlinje.